# Papuacalia glossophylla
Papuacalia glossophylla là một loài thực vật có hoa trong họ Cúc. Loài này được (Mattf.) Veldkamp mô tả khoa học đầu tiên năm 1991.